# إرنست تروبريدج
السير إرنست تشارلز توماس تروبريدج (15 يوليو 1862 - 28 يناير 1926) كان ضابطًا في البحرية الملكية خدم خلال الحرب العالمية الأولى.
ولد تروبريدج في عائلة لها تاريخ من العسكريين، حيث كان العديد من أسلافه ضباطًا بحريين متميزين. انضم إلى سلاح البحرية، وترقى في الرتب خلال أواخر العصر الفيكتوري، وتولى قيادة السفن في البحر الأبيض المتوسط. شغل منصب ملحق بحري في العديد من الدول، بما في ذلك إمبراطورية اليابان خلال الحرب الروسية اليابانية. وأمضى فترة ما قبيل اندلاع الحرب العالمية الأولى كضابط أركان، وساعد في رسم الخطط الإستراتيجية التي سيتم اعتمادها في حالة الحرب، على الرغم من رفضها لاحقًا.
عاد إلى الخدمة البحرية قبل اندلاع الحرب مباشرة، وقاد سرب طراد في البحر الأبيض المتوسط برتبة أميرال خلفي.
وهنا تنهار حياته المهنية الواعدة بسبب الأحداث التي أحاطت بمطاردة سفينتين حربيتين ألمانيتين. فعلى الرغم من تفوق السفن الحربية الألمانية، كان تروبريدج ينوي الاشتباك معهم، لكن مساعده أقنعه بخلاف ذلك وسمح لهم بالهروب إلى القسطنطينية. وتعرض هو وضابطه لانتقادات شديدة لفشلهم في اعتراض السفن الألمانية، خاصة عندما تبين لاحقًا أنهما أصبحتا ذا تأثير في القرار التركي بدخول الحرب. وتمت محاكمة تروبريدج عسكريًا، وعلى الرغم من تبرئته، إلا أن سمعته تضررت.
ولم يتولى تروبريدج أي قيادة بحرية أخرى، لكنه قاد مفارز بحرية وأساطيل على نهر الدانوب خلال حملات البلقان، مما نال احترام ولي العهد الصربي الأمير ألكسندر. وبعد الحرب، خدم في لجنة الدانوب وتمت ترقيته إلى رتبة أميرال، لكنه ظل غير محبوب لدى الأميرالية البريطانية. وأمضى عدة سنوات رئيسًا للجنة، وتقاعد عام 1924 وتوفي عام 1926.